# Walter Lindrum
Walter Albert Lindrum (Kalgoorlie, 29 de agosto de 1898 - Surfers Paradise, 30 de julho de 1960), também conhecido como Wally Lindrum, foi um jogador profissional de bilhar australiano que venceu o Campeonato Mundial Profissional de Bilhar de 1933. Aposentou-se em 1950.